# آرجون پاندیت (فیلم ۱۹۹۹)
آرجون پاندیت (به هندی: Arjun Pandit) فیلمی است محصول سال ۱۹۹۹ و به کارگردانی راهول راول است. در این فیلم بازیگرانی همچون سانی دئول، جوهی چاولا، سراب شوکلا، آنو کاپور، اشیش ویدیارتی، یاشپال شارما، موکش ریشی ایفای نقش کرده‌اند.